# Juan Pablo Sorín
Juan Pablo Sorín (sinh ngày 5 tháng 5 năm 1976) là một cầu thủ bóng đá người Argentina, anh sinh ra tại Buenos Aires, thủ đô của Argentina. Trong sự nghiệp cầu thủ của mình, anh đã thi đấu cho các câu lạc bộ của nhiều quốc gia như Argentina, Brasil, Tây Ban Nha, Ý, Pháp và Đức. Sorin là đội trưởng đội tuyển Argentina tại giải vô địch bóng đá thế giới năm 2006 (FIFA World Cup 2006). Với vị trí sở trường là hậu vệ cánh trái, trong các trận đấu, Sorin luôn năng nổ trong phòng thủ và tấn công. Ngoài ra anh còn có một phong cách riêng đó là mái tóc dài bồng bềnh đặc trưng.

## Thành tích
| Đội tuyển bóng đá Argentina | Đội tuyển bóng đá Argentina | Đội tuyển bóng đá Argentina |
| Năm                         | Trận                        | Bàn                         |
| --------------------------- | --------------------------- | --------------------------- |
| 1995                        | 3                           | 0                           |
| 1996                        | 2                           | 1                           |
| 1997                        | 2                           | 0                           |
| 1998                        | 0                           | 0                           |
| 1999                        | 10                          | 2                           |
| 2000                        | 7                           | 0                           |
| 2001                        | 8                           | 2                           |
| 2002                        | 7                           | 2                           |
| 2003                        | 3                           | 0                           |
| 2004                        | 14                          | 3                           |
| 2005                        | 14                          | 0                           |
| 2006                        | 5                           | 1                           |
| Tổng                        | 75                          | 11                          |